# Dead End (이적의 음반)
《Dead End》는 대한민국의 음악인 이적의 첫 솔로앨범이다. 그룹 패닉의 세 번째 앨범 《Sea Within》 이후 패닉은 휴식기를 갖고, 이적과 김진표는 본격적인 솔로활동과 다른 노바소닉이란 록 밴드활동을 시작하게 된다.

## 수록곡
전체 작사·작곡: 이적
| #            | 제목               | 편곡                | 재생 시간 |
| ------------ | ------------------ | ------------------- | --------- |
| 1.           | 〈DEAD END〉       | 이적                | 3:52      |
| 2.           | 〈뛰어!〉          | 이적                | 5:00      |
| 3.           | 〈Game Over〉      | 이적                | 4:25      |
| 4.           | 〈Life on TV〉     | 이적                | 4:09      |
| 5.           | 〈해피엔딩〉       | 이적                | 4:23      |
| 6.           | 〈Rain〉           | 이적 (현악: 정재형) | 4:46      |
| 7.           | 〈죽은 새들 날다〉 | 이적                | 4:35      |
| 8.           | 〈회의〉 (懷疑)    | 이적 (현악: 정재형) | 5:16      |
| 9.           | 〈적〉 (敵)        | 이적                | 4:11      |
| 10.          | 〈지구 위에서〉    | 이적                | 4:47      |
| 11.          | 〈잘 자〉          | 이적                | 2:46      |
| 총 재생 시간 | 총 재생 시간       | 총 재생 시간        | 48:10     |

## 참여
이 목록은 해당 앨범의 부클릿 〈staff〉목록에서 발췌하였다.
- 이적 - 프로듀서
- 정재형 - 현악 편곡, 지휘(6, 8)
- 이상민 - 드럼(5, 6, 9, 10), 코러스(3)
- 정재일 - 베이스 기타(5, 6, 9, 10), 코러스(3)
- 한상원 - 전기 기타(1~3, 5, 7, 9), 코러스(3)
- 정원영 - Rhodes 피아노(4), 코러스(3)
- 강호정 - 코러스(3)
- DJ YouSuck - 스크래치(2, 8)
- Danny 정 - 색소폰(6, 10)
- 현악(6, 8)
  - 이지연, 김미령, 김수진, 임정아, 김미정, 최은규, 남유경, 김나정, 신혜영, 김희경, 김은주, 김지연, 김영주, 손연숙 - 바이올린
  - 홍수정, 김정인, 김은범, 박서진 - 비올라
  - 김수연, 윤단아, 윤현선, 안지현 - 첼로
- 김현아 - 코러스(2, 6, 9, 10)
- 신연아 - 코러스(6, 9, 10)
- 김효수, 이현정, 강혁, 장성민, 문지환 - 코러스(6, 10)
- Francis Seong(Bay Studio) - 믹싱
- 이진원, 이유억, 고현정(Bay Studio, Universal Studio, Dream Factory Studio) - 녹음
- Chris Bellman(Bernie Grundman Mastering) - 마스터링
- 김호성 - 아트 디렉터
- 김형선 - 사진
- 박미정 - 디자이너